# Socialist Labor Party of America
Die Socialist Labour Party of America ist die älteste sozialistische politische Partei in den Vereinigten Staaten. Sie wurde 1876 gegründet. Seit 2008 ist die zentrale Geschäftsstelle geschlossen und die Partei weitgehend nicht mehr aktiv.

## Geschichte
Gegründet wurde die Partei 1876 als Workingmen's Party of America, ab 1877 nannte sie sich Socialistic Labor Party bis in die 1880er. Daniel De Leon wurde rasch zu einer der Führungspersonen der Partei sowie Herausgeber des Parteiorgans The People. Durch seine Führungsstärke trug er dazu bei, dass die SLP zu einer neustrukturierten nationalen Organisation wurde. Andererseits wurde die SLP zunehmend vom Kommunismus geprägt, so dass liberal-gemäßigte Parteimitglieder wie Charles Sotheran wegen ihrer Ansichten aus der Partei ausgeschlossen wurden. 1899 verließ eine abtrünnige Fraktion die SLP und gründete eine neue Bewegung, aus der 1901 die von Eugene V. Debs gegründete Socialist Party of America hervorging. In der Folgezeit kam es zu einem Rückgang der Mitgliederzahlen und des Ansehens der SLP.
De Leons Ansichten bildeten die Grundlage für den De Leonismus, den die Socialist Labour Party of America vertrat. Die Partei stellte regelmäßig Kandidaten für öffentliche Ämter wie die Präsidentschaftswahlen auf, jedoch zumeist ohne großen Erfolg. 1976 stellte sie zuletzt Kandidaten für die U.S.-Präsidentschaft.

## Kandidaten für die US-Präsidentschaft
| Wahl | Präsidentschaftskandidat | Vizepräsidentschaftskandidat | Stimmen | Zahl der Staaten auf Wahlzettel |
| ---- | ------------------------ | ---------------------------- | ------- | ------------------------------- |
| 1888 | unabhängige Kandidaten   | unabhängige Kandidaten       | 02.068  | 1 (New York)                    |
| 1892 | Simon Wing               | Charles H. Matchett          | 21.173  | 5                               |
| 1896 | Charles H. Matchett      | Matthew Maguire              | 36.359  | 20                              |
| 1900 | Joseph F. Maloney        | Valentine Remmel             | 40.943  | 22                              |
| 1904 | Charles Hunter Corregan  | William Wesley Cox           | 33.454  | 19                              |
| 1908 | August Gillhaus          | Donald L. Munro              | 14.031  | 15                              |
| 1912 | Arthur E. Reimer         | August Gillhaus              | 29.324  | 20                              |
| 1916 | Arthur E. Reimer         | Caleb Harrison               | 15.295  | 17                              |
| 1920 | William Wesley Cox       | August Gillhaus              | 31.084  | 14                              |
| 1924 | Frank T. Johns           | Verne L. Reynolds            | 28.633  | 19                              |
| 1928 | Verne L. Reynolds        | Jeremiah D. Crowley          | 21.590  | 19                              |
| 1932 | Verne L. Reynolds        | John W. Aiken                | 34.038  | 19                              |
| 1936 | John W. Aiken            | Emil F. Teichert             | 12.799  | 18                              |
| 1940 | John W. Aiken            | Aaron M. Orange              | 14.883  | 14                              |
| 1944 | Edward A. Teichert       | Arla A. Albaugh              | 45.188  | 15                              |
| 1948 | Edward A. Teichert       | Stephen Emery                | 29.244  | 22                              |
| 1952 | Eric Hass                | Stephen Emery                | 30.406  | 23                              |
| 1956 | Eric Hass                | Georgia Cozzini              | 44.300  | 14                              |
| 1960 | Eric Hass                | Georgia Cozzini              | 47.522  | 15                              |
| 1964 | Eric Hass                | Henning A. Blomen            | 45.189  | 16                              |
| 1968 | Henning A. Blomen        | George Sam Taylor            | 52.589  | 13                              |
| 1972 | Louis Fisher             | Genevieve Gundersen          | 53.814  | 12                              |
| 1976 | Jules Levin              | Constance Blomen             | 09.566  | 10                              |

Alle Wahlergebnisse nach Dave Leip's Atlas of U.S. Presidential Elections und Vote for presidential and vice presidential candidates of the Socialist Labor Party.